# 1581 Abanderada
1581 Abanderada è un asteroide della fascia principale del diametro medio di circa 39,28 km. Scoperto nel 1950, presenta un'orbita caratterizzata da un semiasse maggiore pari a 3,1559880 UA e da un'eccentricità di 0,1236452, inclinata di 2,53929° rispetto all'eclittica.
Il nome "Abanderada" (imbandierata) fu assegnato dallo scopritore Miguel Itzigsohn in onore di Evita Perón, come gli altri quattro asteroidi da lui scoperti, 1569 Evita, 1582 Martir, 1588 Descamisada e 1589 Fanatica.